# Vlag van Miami

Vlag van Miami

De vlag van Miami is de officiële vlag van de stad Miami. De vlag toont drie horizontale banen, een oranje, een witte en een groene, en het stadszegel in het midden van de witte baan. Tekst rond het stadszegel luidt "THE CITY OF MIAMI" en "DADE CO., FLORIDA," met tekst aan de binnenkant van het zegel "INCORPORATED 1896;" de tekst binnen het zegel wordt in tweeën gedeeld door een palmboom. De vlag is ontworpen door Charles L. Gmeinder, Jr. en werd aangenomen op 13 november 1933.
De oranje streep van de vlag staat voor de sinaasappelindustrie van Florida en de groene streep staat voor het gebladerte van Miami, terwijl het wit geen betekenis heeft.